# Pristimantis jamescameroni
Pristimantis jamescameroni is een kikker uit de familie Strabomantidae. Deze soort werd ontdekt en in 2013 voor het eerst wetenschappelijk beschreven door Philippe Kok, een wetenschapper verbonden aan de Vrije Universiteit Brussel en het Koninklijk Belgisch Instituut voor Natuurwetenschappen.
De kikker is 20 tot 27 mm lang, oranjebruin met talrijke erg kleine witte vlekjes. De soort is enkel gekend van de top van de Aprada-tepui (2557-2571m hoog) in de Venezolaanse staat Bolívar.
De soortnaam is een eerbetoon aan de Canadese filmregisseur en documentairemaker James Cameron, die in zijn films en documentaires de milieuproblematiek aan een breed publiek toont.
Kok beschouwde de soort als bedreigd (endangered) omdat ze enkel voorkomt in een erg beperkt gebied, namelijk voor zover bekend de top van de tepui.